# Montagny-les-Lanches
Montagny-les-Lanches – miejscowość i gmina we Francji, w regionie Owernia-Rodan-Alpy, w departamencie Górna Sabaudia.
Według danych na rok 1990 gminę zamieszkiwało 346 osób, a gęstość zaludnienia wynosiła 79 osób/km² (wśród 2880 gmin regionu Rodan-Alpy Montagny-les-Lanches plasuje się na 1284. miejscu pod względem liczby ludności, natomiast pod względem powierzchni na miejscu 1563.).